# Jan Ruiter
Jan Ruiter (Volendam, 24 novembre 1946) è un ex calciatore olandese, di ruolo portiere.

## Carriera

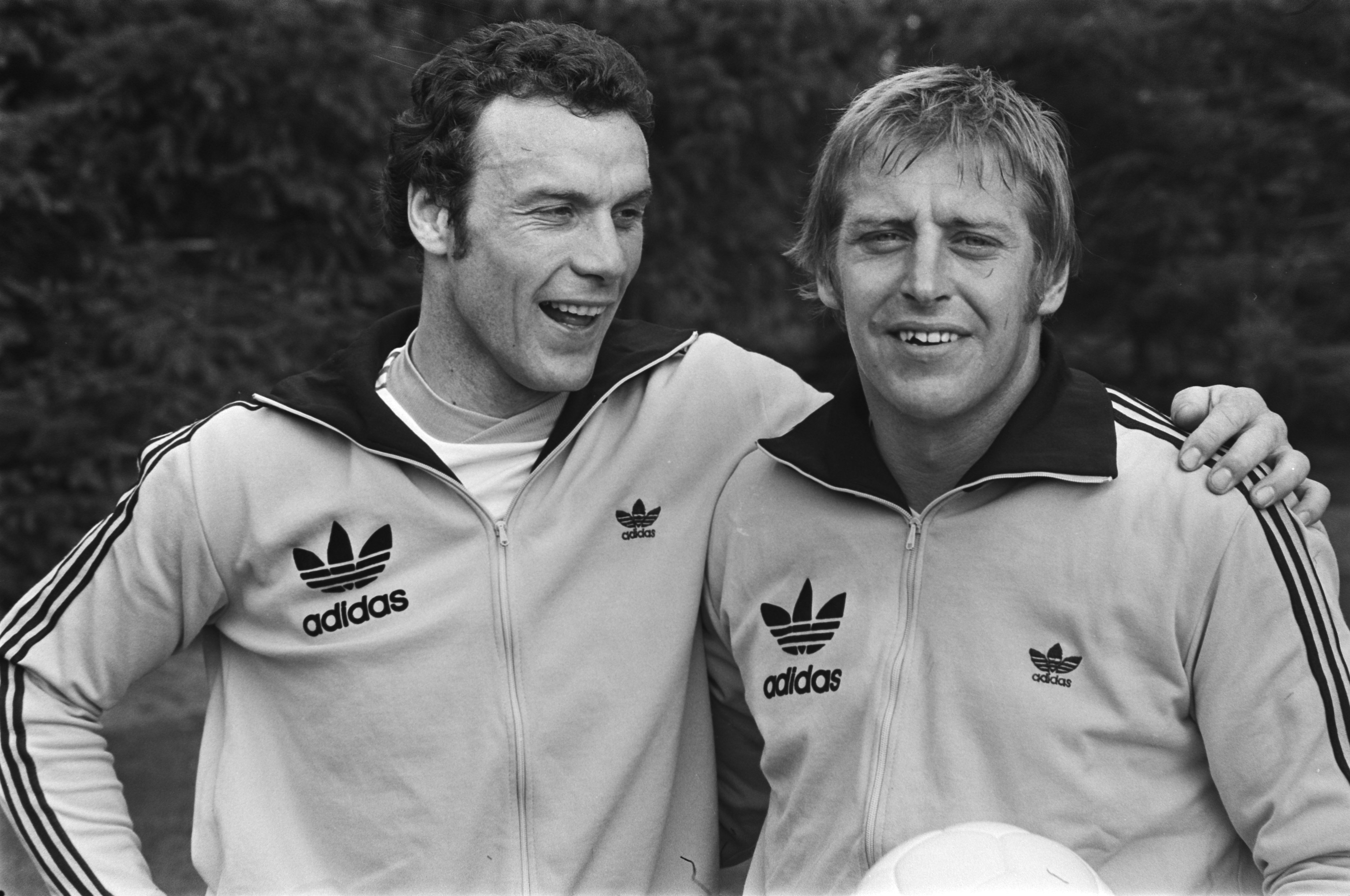
Jan Ruiter a sinistra, nel 1976, insieme a Piet Schrijvers

Inizia a giocare nel Volendam, prima di trasferirsi nel 1971 in Belgio: approda infatti all'Anderlecht, con cui vince la Coppa delle Coppe 1975-1976, la Supercoppa UEFA 1976, due campionati e quattro Coppe del Belgio. Si trasferisce poi nel 1977 nell'RWD Molenbeek, per poi passare al Beerschot nel 1983, chiudendo infine la carriera nel 1985 dopo aver passato una stagione tra le file dell'Anversa.
Ruiter vanta una presenza nella nazionale dei Paesi Bassi, nella gara con l'Islanda valida per le qualificazioni al campionato del mondo 1978, manifestazione alla quale non sarà però convocato; è invece parte della rosa che si classifica terza a Jugoslavia 1976.

## Palmarès

### Giocatore

#### Competizioni internazionali
- Coppa delle Coppe: 1

Anderlecht: 1975-1976
- Supercoppa UEFA: 1

Anderlecht: 1976

#### Competizioni nazionali
- Campionato belga: 2

Anderlecht: 1971/1972, 1973/1974
- Coppe del Belgio: 4

Anderlecht: 1971-72, 1972-73, 1974-75, 1975-76